# Commune de Bakou

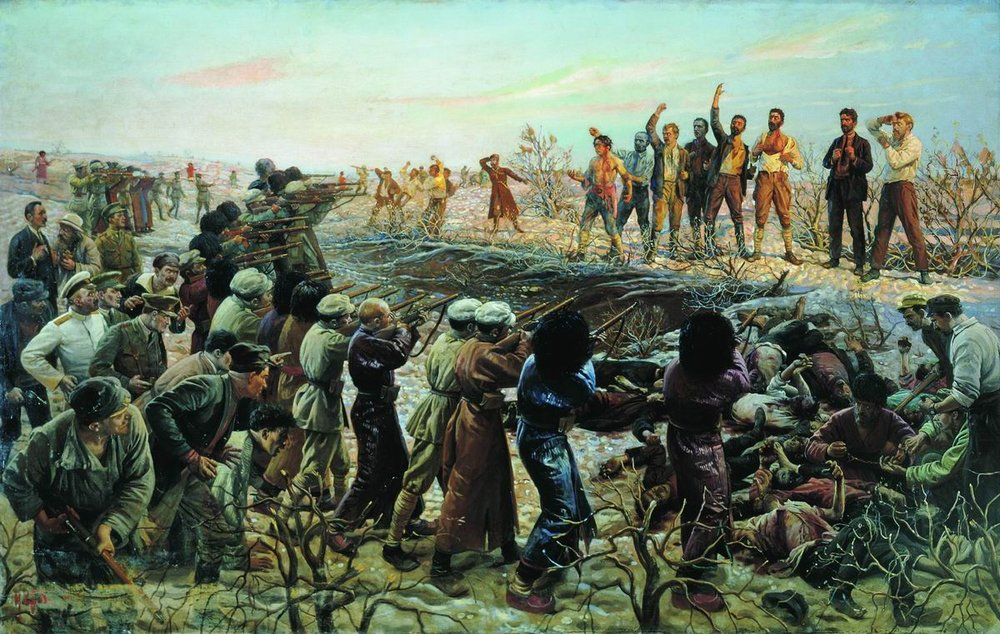
Peinture d'Izaak Brodski, Exécution de 26 commissaires de Bakou.

La Commune de Bakou est un gouvernement soviétique formé à Bakou, à la suite de la révolution russe, du 25 avril au 25 juin 1918, soit durant deux mois.
Ses dirigeants sont les 26 commissaires de Bakou, issus du Parti bolchévique et de la gauche socialiste-révolutionnaire, avec à sa tête Stepan Chahoumian. Soutenue par les ouvriers russes et arméniens, la Commune est renversée par la coalition du Dachnak, des mencheviks et de la droite socialiste-révolutionnaire. Ses meneurs, arrêtés par les Blancs et emprisonnés à Bakou, tentent de fuir : en vain. Ils sont fusillés par l'armée britannique, lors d'une opération sur le chemin de fer Transcaucasien dans la nuit du 20 au 21 septembre 1918.